# Dom wielu dróg
Dom wielu dróg (ang. House of Many Ways) – amerykańska powieść fantasy dla młodzieży (tzw. young adult) napisana przez Dianę Wynne Jones. Jest trzecim tomem trylogii Zamek oraz kontynuacją Zamku w chmurach. Pierwsze wydanie ukazało się 7 czerwca 2008, nakładem Greenwillow Books, imprinu HarperCollins. Polska wersja ukazała się nakładem wydawnictwa Nowa baśń w 2021, w tłumaczeniu Danuty Górskiej. Opowiada o nastoletniej Charmain, dobrze urodzonej dziewczynie zatopionej w książkach. Gdy jej wuj zaczyna chorować, ma zająć się jego domem.